# Eupelmus pelopus
Eupelmus pelopus är en stekelart som beskrevs av Perkins 1910. Eupelmus pelopus ingår i släktet Eupelmus och familjen hoppglanssteklar. Inga underarter finns listade i Catalogue of Life.